# Bojong Galing
Bojong Galing is een bestuurslaag in het regentschap Sukabumi van de provincie West-Java, Indonesië. Bojong Galing telt 5465 inwoners (volkstelling 2010).